# Puchar Europy w Lekkoatletyce 1973 – eliminacje mężczyzn (Bruksela)
Eliminacje pucharu Europy w lekkoatletyce w 1973 mężczyzn odbyły się 30 czerwca i 1 lipca w Brukseli. Były to jedne z trzech zawodów eliminacyjnych. Pozostałe odbyły się w Atenach i Lizbonie.
Wystąpiło sześć zespołów, z których dwa najlepsze awansowały do półfinału w Oslo.

## Klasyfikacja generalna
| Poz. | Reprezentacja | Punkty |
| ---- | ------------- | ------ |
| 1    | Norwegia      | 105    |
| 2    | Belgia        | 90     |
| 3    | Holandia      | 83     |
| 4    | Dania         | 64,5   |
| 5    | Islandia      | 42     |
| 6    | Luksemburg    | 32,5   |

## Wyniki indywidualne
Kolorami oznaczono zawodników reprezentujących zwycięskie drużyny.

### Bieg na 100 metrów
| Lp. | Państwo    | Zawodnik             | Wynik |
| --- | ---------- | -------------------- | ----- |
| 1.  | Norwegia   | Audun Garshol        | 10,6  |
| 2.  | Holandia   | Bert de Jager        | 10,6  |
| 3.  | Belgia     | Lambert Micha        | 10,6  |
| 4.  | Dania      | Søren Viggo Pedersen | 10,9  |
| 5.  | Luksemburg | Roger Martinelli     | 10,9  |
| 6.  | Islandia   | Bjarni Stefánsson    | 10,9  |

### Bieg na 200 metrów
| Lp. | Państwo    | Zawodnik          | Wynik |
| --- | ---------- | ----------------- | ----- |
| 1.  | Belgia     | Fons Brydenbach   | 21,2  |
| 2.  | Norwegia   | Audun Garshol     | 21,4  |
| 3.  | Holandia   | Henk Brouwer      | 21,5  |
| 4.  | Islandia   | Bjarni Stefánsson | 21,9  |
| 5.  | Luksemburg | Roger Martinelli  | 22,2  |
| 6.  | Dania      | Poul Lyhne        | 22,2  |

### Bieg na 400 metrów
| Lp. | Państwo    | Zawodnik               | Wynik |
| --- | ---------- | ---------------------- | ----- |
| 1.  | Holandia   | Toine van de Goolberg  | 47,5  |
| 2.  | Norwegia   | Bjørn Birknes          | 48,0  |
| 3.  | Belgia     | Gaby De Geyter         | 48,0  |
| 4.  | Islandia   | Vilmundur Vilhjálmsson | 49,0  |
| 5.  | Dania      | Arne Jonsson           | 49,1  |
| 6.  | Luksemburg | Nico Schneider         | 49,6  |

### Bieg na 800 metrów
| Lp. | Państwo    | Zawodnik            | Wynik  |
| --- | ---------- | ------------------- | ------ |
| 1.  | Belgia     | Herman Mignon       | 1:48,2 |
| 2.  | Norwegia   | Sven Johan Svensen  | 1:49,9 |
| 3.  | Dania      | Niels Kahlke        | 1:50,3 |
| 4.  | Holandia   | Bob Boverman        | 1:51,3 |
| 5.  | Luksemburg | André Pierrard      | 1:51,5 |
| 6.  | Islandia   | Júlíus Hjörleifsson | 1:59,1 |

### Bieg na 1500 metrów
| Lp. | Państwo    | Zawodnik         | Wynik   |
| --- | ---------- | ---------------- | ------- |
| 1.  | Dania      | Tom Hansen       | 3:46,09 |
| 2.  | Belgia     | André Dehertoghe | 3:47,1  |
| 3.  | Holandia   | Haico Scharn     | 3:47,7  |
| 4.  | Norwegia   | Knut Kvalheim    | 3:48,05 |
| 5.  | Luksemburg | Jean Kayser      | 3:51,9  |
| –   | Islandia   |                  | DNS     |

### Bieg na 5000 metrów
| Lp. | Państwo    | Zawodnik         | Wynik   |
| --- | ---------- | ---------------- | ------- |
| 1.  | Norwegia   | Arne Kvalheim    | 14:08,2 |
| 2.  | Dania      | Gert Kærlin      | 14:11,2 |
| 3.  | Belgia     | Willy Polleunis  | 14:14,2 |
| 4.  | Holandia   | Theo Geutjes     | 14:30,6 |
| 5.  | Luksemburg | Luzie Britz      | 15:27,8 |
| 6.  | Islandia   | Ágúst Ásgeirsson | 15:27,8 |

### Bieg na 10 000 metrów
| Lp. | Państwo    | Zawodnik        | Wynik   |
| --- | ---------- | --------------- | ------- |
| 1.  | Belgia     | Emiel Puttemans | 28:26,6 |
| 2.  | Holandia   | Jos Hermens     | 28:34,0 |
| 3.  | Norwegia   | Knut Børø       | 28:47,4 |
| 4.  | Dania      | Jørn Lauenborg  | 30:14,6 |
| 5.  | Luksemburg | Théo Bock       | 31:01,4 |
| 6.  | Islandia   | Einar Óskarsson | 33:08,2 |

### Bieg na 110 metrów przez płotki
| Lp. | Państwo    | Zawodnik            | Wynik |
| --- | ---------- | ------------------- | ----- |
| 1.  | Norwegia   | Håkon Fimland       | 14,3  |
| 2.  | Belgia     | Freddy Herbrand     | 14,3  |
| 3.  | Holandia   | Hans Smeman         | 14,4  |
| 4.  | Dania      | Jesper Tørring      | 14,4  |
| 5.  | Luksemburg | Yves Kirpach        | 14,6  |
| 6.  | Islandia   | Stefán Hallgrímsson | 15,4  |

### Bieg na 400 metrów przez płotki
| Lp. | Państwo    | Zawodnik              | Wynik |
| --- | ---------- | --------------------- | ----- |
| 1.  | Holandia   | Frank Nusse           | 50,7  |
| 2.  | Norwegia   | Olav Grasbakken       | 52,3  |
| 3.  | Dania      | Ejvind Thorup Nielsen | 53,5  |
| 4.  | Islandia   | Stefán Hallgrímsson   | 56,4  |
| –   | Belgia     | Henri Lessire         | DQ    |
| –   | Luksemburg | Roby Jopa             | DQ    |

### Bieg na 3000 metrów z przeszkodami
| Lp. | Państwo    | Zawodnik             | Wynik   |
| --- | ---------- | -------------------- | ------- |
| 1.  | Norwegia   | Jan Voje             | 8:39,8  |
| 2.  | Holandia   | Roelof Veld          | 8:49,8  |
| 3.  | Belgia     | Paul Thijs           | 8:50,4  |
| 4.  | Dania      | Karl Åge Søltoft     | 8:57,4  |
| 5.  | Islandia   | Halldór Guðbjörnsson | 9:26,4  |
| 6.  | Luksemburg | Jean Krier           | 11,03,6 |

### Sztafeta 4 × 100 metrów
| Lp. | Państwo    | Zawodnicy                                               | Wynik |
| --- | ---------- | ------------------------------------------------------- | ----- |
| 1.  | Norwegia   | Øyvind Røst Terje Hellesylt Audun Garshol Tore Bjelland | 40,7  |
| 2.  | Belgia     | Lambert Micha Guy Stas Mario De Marchi Thierry Boucquey | 41,3  |
| 3.  | Holandia   |                                                         | 41,3  |
| 4.  | Dania      |                                                         | 41,3  |
| 5.  | Luksemburg |                                                         | 42,8  |
| 6.  | Islandia   |                                                         | 43,6  |

### Sztafeta 4 × 400 metrów
| Lp. | Państwo    | Zawodnicy                                                     | Wynik  |
| --- | ---------- | ------------------------------------------------------------- | ------ |
| 1.  | Holandia   | Bert de Jager Velhoven Frank Nusse Toine van de Goolberg      | 3:09,2 |
| 2.  | Norwegia   | Rune Tjore Per Rom Steinar Smevold Bjørn Birknes              | 3:10,1 |
| 3.  | Belgia     | Gaby De Geyter Hermans Willy Vandenwyngaerden Fons Brydenbach | 3:10,8 |
| 4.  | Dania      |                                                               | 3:16,5 |
| 5.  | Luksemburg |                                                               | 3:20,0 |
| 6.  | Islandia   |                                                               | 3:26,2 |

### Skok wzwyż
| Lp. | Państwo    | Zawodnik         | Wynik |
| --- | ---------- | ---------------- | ----- |
| 1.  | Holandia   | Ruud Wielart     | 2,13  |
| 2.  | Norwegia   | Leif Roar Falkum | 2,11  |
| 3.  | Belgia     | Guy Moreau       | 2,07  |
| 4.  | Islandia   | Elías Sveinsson  | 1,99  |
| 5.  | Dania      | Jesper Tørring   | 1,90  |
| 6.  | Luksemburg | Marc Savic       | 1,90  |

### Skok o tyczce
| Lp. | Państwo    | Zawodnik              | Wynik |
| --- | ---------- | --------------------- | ----- |
| 1.  | Belgia     | Robert Jacqmain       | 4,70  |
| 2.  | Holandia   | Fred Schrijnders      | 4,60  |
| 3.  | Norwegia   | Reidar Aarskog        | 4,60  |
| 4.  | Dania      | Flemming Johansen     | 4,60  |
| 5.  | Luksemburg | Raymond Mores         | 4,30  |
| 6.  | Islandia   | Guðmundur Jóhannesson | 4,00  |

### Skok w dal
| Lp. | Państwo    | Zawodnik              | Wynik |
| --- | ---------- | --------------------- | ----- |
| 1.  | Norwegia   | Finn Bendixen         | 7,74  |
| 2.  | Belgia     | Philippe Housiaux     | 7,45  |
| 3.  | Holandia   | Ad de Jong            | 7,29  |
| 4.  | Dania      | Jesper Tørring        | 7,27  |
| 5.  | Islandia   | Friðrik Þór Óskarsson | 6,94  |
| 6.  | Luksemburg | Fernand Kipgen        | 6,69  |

### Trójskok
| Lp. | Państwo    | Zawodnik              | Wynik |
| --- | ---------- | --------------------- | ----- |
| 1.  | Holandia   | Roy Sedoc             | 15,45 |
| 2.  | Norwegia   | Rune Wiborg           | 15,08 |
| 3.  | Belgia     | Albert Van Hoorn      | 14,98 |
| 4.  | Islandia   | Friðrik Þór Óskarsson | 14,39 |
| 5.  | Dania      | Kaj Petersen          | 14,22 |
| 6.  | Luksemburg | Roby Rippinger        | 13,62 |

### Pchniecie kulą
| Lp. | Państwo    | Zawodnik            | Wynik |
| --- | ---------- | ------------------- | ----- |
| 1.  | Norwegia   | Bjørn Bang Andersen | 18,61 |
| 2.  | Belgia     | Georges Schroeder   | 17,29 |
| 3.  | Dania      | Ole Lindskjold      | 17,24 |
| 4.  | Islandia   | Hreinn Halldórsson  | 17,01 |
| 5.  | Holandia   | Frits Wimmers       | 15,75 |
| 6.  | Luksemburg | Roger Bour          | 15,05 |

### Rzut dyskiem
| Lp. | Państwo    | Zawodnik              | Wynik |
| --- | ---------- | --------------------- | ----- |
| 1.  | Norwegia   | Tormod Lislerud       | 58,14 |
| 2.  | Islandia   | Erlendur Valdimarsson | 57,54 |
| 3.  | Belgia     | Georges Schroeder     | 56,64 |
| 4.  | Holandia   | Harry Zitzen          | 51,94 |
| 5.  | Dania      | Peder Jarl Hansen     | 51,10 |
| 6.  | Luksemburg | Jean-Paul Kops        | 40,76 |

### Rzut młotem
| Lp. | Państwo    | Zawodnik              | Wynik |
| --- | ---------- | --------------------- | ----- |
| 1.  | Norwegia   | Arne Lothe            | 62,90 |
| 2.  | Islandia   | Erlendur Valdimarsson | 58,70 |
| 3.  | Dania      | Erik Fisker           | 58,50 |
| 4.  | Belgia     | Jacques Mortier       | 58,22 |
| 5.  | Luksemburg | Jean-Paul Kops        | 57,08 |
| 6.  | Holandia   | Carel ter Horst       | 49,30 |

### Rzut oszczepem
| Lp. | Państwo    | Zawodnik          | Wynik |
| --- | ---------- | ----------------- | ----- |
| 1.  | Belgia     | Lode Wyns         | 76,34 |
| 2.  | Norwegia   | Bjørn Grimnes     | 74,88 |
| 3.  | Dania      | Kurt Bradal       | 65,80 |
| 4.  | Luksemburg | Robert Krier      | 59,58 |
| 5.  | Holandia   | Jack van Merode   | 57,92 |
| 6.  | Islandia   | Ásbjörn Sveinsson | 53,84 |